# Mimasyngenes
Mimasyngenes is een kevergeslacht uit de familie van de boktorren (Cerambycidae). De wetenschappelijke naam van het geslacht werd voor het eerst geldig gepubliceerd in 1950 door Breuning.

## Soorten
Mimasyngenes omvat de volgende soorten:
- Mimasyngenes barbozai Martins, Galileo & Limeira-de-Oliveira, 2011
- Mimasyngenes clarkei Martins & Galileo, 2012
- Mimasyngenes fonticulus Martins & Galileo, 2012
- Mimasyngenes icuapara Galileo & Martins, 1996
- Mimasyngenes inlineatus Breuning, 1956
- Mimasyngenes lepidotus Clarke, 2007
- Mimasyngenes lineatipennis Breuning, 1950
- Mimasyngenes lucianae Galileo & Martins, 2003
- Mimasyngenes multisetosus Clarke, 2007
- Mimasyngenes murutinga Martins & Galileo, 2007
- Mimasyngenes quiuira Galileo & Martins, 1996
- Mimasyngenes venezuelensis Breuning, 1956
- Mimasyngenes ytu Galileo & Martins, 1996